# (5676) Voltaire
Pour les articles homonymes, voir Voltaire (homonymie).
(5676) Voltaire est un astéroïde de la ceinture principale baptisé en référence au philosophe français des Lumières Voltaire. Il a été découvert le 9 septembre 1986 par l'astronome soviétique Lioudmila Karatchkina et a une période de révolution de 3,92 ans (1430,705 jours).

## Compléments